# 環境創生研究部門
環境創生研究部門（かんきょうそうせいけんきゅうぶもん）とは、産業技術総合研究所が行う研究の一部門の名称である。

## 沿革[1]
- 1920年（大正9年）- 燃料研究所が設立される。
- 1949年（昭和24年）- 鉱業技術試験所が設立される。
- 1952年（昭和27年）- 両研究所を資源技術試験所に統合する。
- 1970年（昭和45年）- 資源技術研究所を公害資源研究所に組織改編する。
- 1991年（平成3年）- 公害資源研究所を資源環境技術総合研究所に組織改編する。
- 2001年4月1日 - 産業技術総合研究所が発足し、環境管理研究部門が組織される。
- 2004年4月1日 - 環境管理技術研究部門に組織改編する。
- 2013年4月1日 - SUREコンソーシアムを設立する。
- 2014年4月1日 - 水プロジェクトを設立する。
- 2015年2月27日 - フェムトリアクタープロジェクトを設立する。
- 2015年4月1日 - 環境管理研究部門に組織改編する。
- 2020年4月1日 - 環境創生研究部門に組織改編する。